# Kolumba z Rieti
Kolumba z Rieti, właśc. Angelella Guardagnoli (ur. 2 lutego 1467 w Rieti we Włoszech, zm. 20 maja 1501 w Perugii) – tercjarka dominikańska, mistyczka, błogosławiona Kościoła Katolickiego.

## Życiorys
Urodzona w Rieti we Włoszech. Według tradycji aura świętości otaczała Kolumbę od urodzenia. Jej prawdziwe imię miało brzmieć Angella (wł. angelo – anioł), ponieważ dom jej narodzin jakoby otaczały anioły. Jednak, w dniu chrztu, gdy nad chrzcielnicą ukazała się biała gołębica, dziewczynkę nazwano Kolumba (łac. columba, gołębica). Jej rodzice (ortodoksyjni katolicy) rozdawali swój niewielki majątek biednym, przez co rodzina często miewała kłopoty finansowe.

Gdy Kolumba dorosła miała wizję. Ukazał się jej Bóg siedzący na tronie w otoczeniu świętych: Hieronima, Dominika i Piotra Werończyka. Postanowiła wstąpić do zakonu.

Rodzice mieli jednak zamiar wydać ją za młodego mężczyznę. Bracia Kolumby widzieli w tym ratunek dla rodzinnego majątku. Kolumba odmówiła i przywdziała habit tercjarek dominikańskich. Gdy przewodziła pielgrzymkom, dwukrotnie próbowano je zatrzymać. Ostatecznie Kolumba udała się do Perugii, gdzie została opatką dominikanek.

Nawiedzała chorych i umierających. Opiekowała się więźniami. Według tradycji jej starania, aby powierzyć miasto św. Dominikowi i Katarzynie ocaliło Perugię od epidemii dżumy.

## Kult
Kolumba została beatyfikowana 25 lutego 1625 r. przez Urbana VIII.
Jej wspomnienie liturgiczne w Kościele rzymskokatolickim obchodzone jest 20 maja.
W ikonografii błogosławiona przedstawiana jest w dominikańskim habicie, w lewej dłoni trzyma krzyż i lilię z trzema kwiatami.